# Ichneumenoptera chrysophanes
Ichneumenoptera chrysophanes là một loài bướm đêm thuộc họ Sesiidae. Nó được tìm thấy ở Cairns in Queensland to Canberra in the Lãnh thổ Thủ đô Úc.
Chiều dài cánh trước là 7–8 mm đối với con đực và 7–10 mm đối với con cái. 
The larvae bore in the inner bark của Alphitonia excelsa, the injured bark của Eucalyptus species, trong các nhánh của loài Ficus, rễ của loài Wisteria và gall gỗ của trên nhánh của Exocarpos cupressiformis. Chúng được xem là sinh vật gây hại cho Diospyros kaki, là nơi chúng sinh sống.